# Grégoire Guérard
Pour les articles homonymes, voir Guérard.

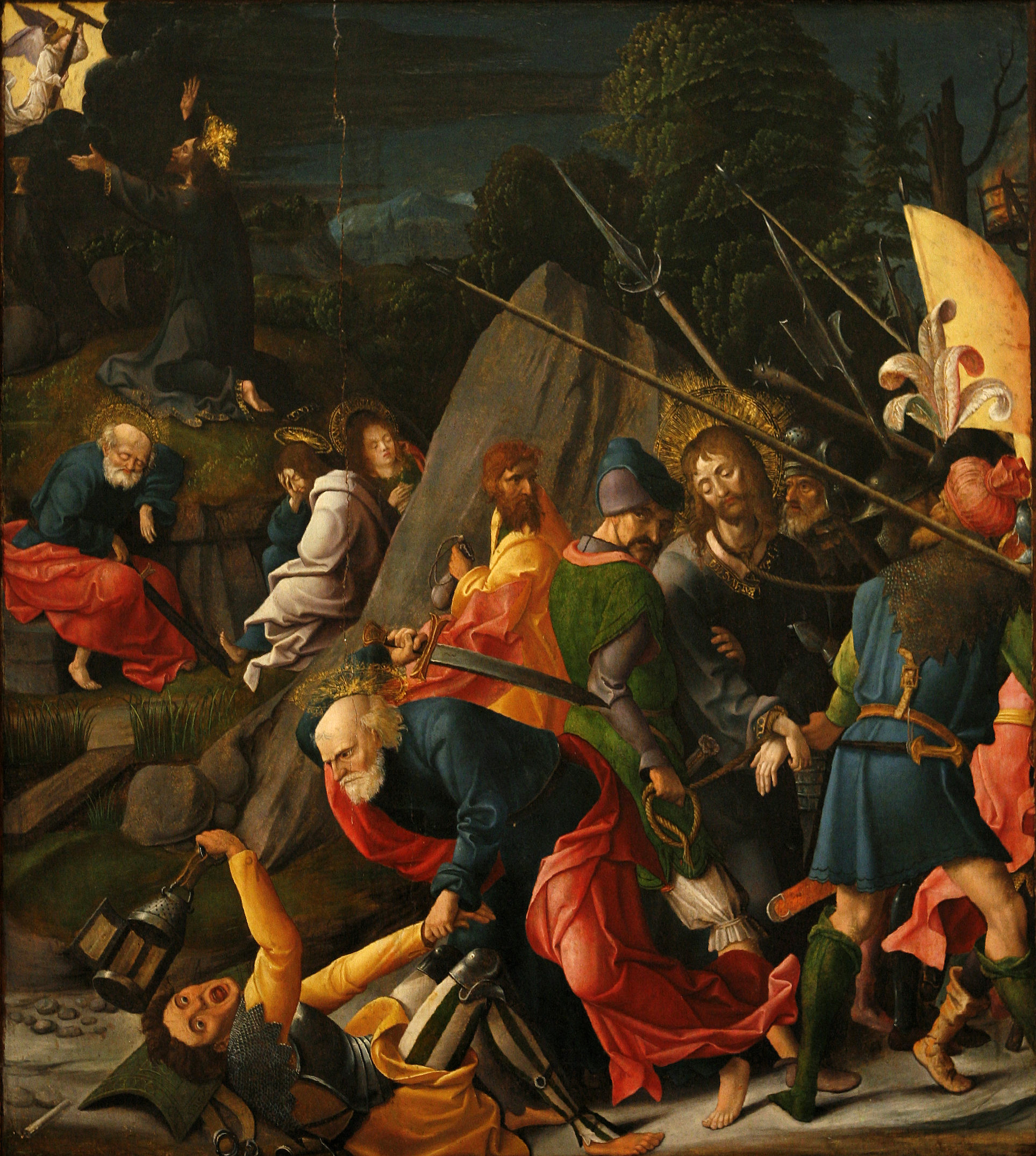
L'Arrestation du Christ, vers 1520-1522, Dijon, musée des Beaux-Arts

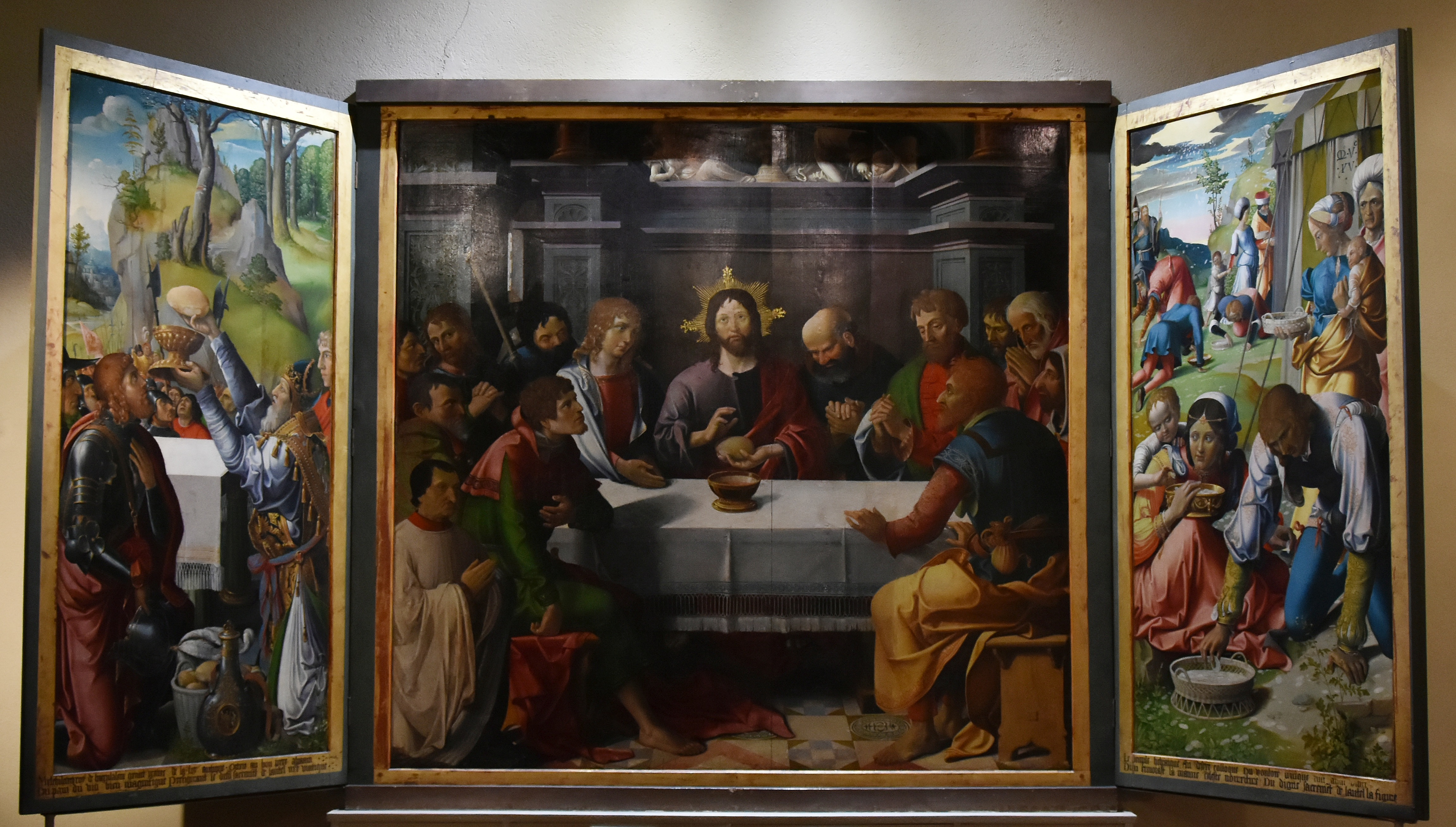
Triptycke de l'Eucharistie

Grégoire Guérard (actif entre 1512 et 1538), parfois désigné sous le nom de « Maître du triptyque d'Autun », est un peintre néerlandais actif en France (à Troyes, en Bourgogne et en Bresse) dans la première moitié du XVIe siècle. 

## Biographie
Peut-être né à Bréda ou à Utrecht, Grégoire Guérard est dit « Hollandois [...] parent d'Erasme de Rotterdam » selon l'historien Pierre de Saint-Julien de Balleure, dans son De l'origine des Bourgongnons, publié en 1581. 
On ignore tout de sa jeunesse, mais il a peut-être été formé dans le milieu des peintres verriers, par exemple sur le chantier de la cathédrale de Tournai vers 1500, dans l'équipe d'Arnoult de Nimègue. 
Sa présence est attestée à Troyes dès 1512, date à laquelle il peint un Saint Pierre pénitent pour l'église de la Madeleine, et réalise pour la même église la verrière de l'Arbre de Jessé. Il peint la même année un grand tableau de retable sur le thème du Portement de Croix, aujourd'hui découpé et dispersé dans plusieurs musées (Castres, musée Goya ; Écouen, musée national de la Renaissance, Autun, musée Rolin, et Alger, musée des Beaux-Arts). L'œuvre s'inspire d'une estampe d'Israhel Van Meckenem, inversant elle-même une composition de Martin Schongauer. 
Vers 1515, il projette peut-être un séjour en Italie, et descend en Bourgogne. Il fait un séjour à Autun où il peint son chef-d'œuvre, le triptyque de l'Eucharistie (1515, Autun, musée Rolin), commandé par Jean Petit-Jean pour la chapelle des saints Baudèles, Yves et Privat, dans la cathédrale Saint-Lazare d'Autun. L'œuvre témoigne de sa formation nordique, mais trahit peut-être quelques premiers italianismes : le peintre a sans doute pu admirer à Autun le Mariage mystique de sainte Catherine de Fra Bartolomeo, qui avait été offert à la cathédrale en 1512. 
Grégoire Guérard séjourne probablement en Italie vers 1515-1518, peut-être à Florence et à Rome. C'est sans doute là bas qu'il rencontre son compatriote le peintre Bartholomeus Pons, avec lequel il va nouer de solides liens d'amitié. Le séjour en Italie va profondément marquer le style de l'artiste.

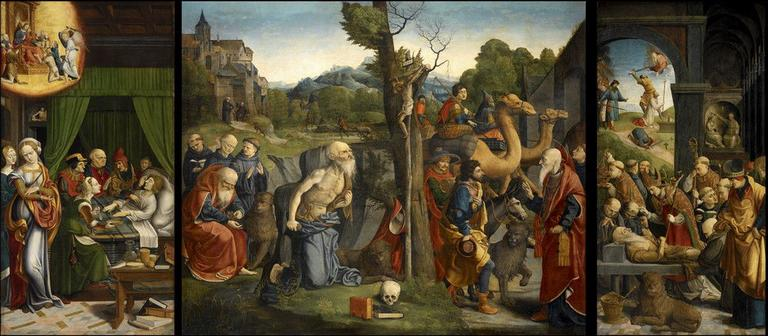
Triptyque de saint Jérôme, 1518, Bourg-en-Bresse, musée de Brou

De retour de Rome, Grégoire Guérard s'installe à Tournus, où il est attesté en 1518 : dans le registre de la guilde des peintres de Haarlem, il est indiqué que le peintre Bartholomeus Pons est logé « à Tornis en la maison [de] maistre Guerad ». Grégoire Guérard est à l'époque attiré par l'important chantier du monastère de Brou à Bourg-en-Bresse, et par le mécénat actif de la duchesse douairière de Savoie, Marguerite d'Autriche. Il séjourne alors entre Bourg-en-Bresse et Tournus, et peint en 1518 le triptyque de Saint-Jérôme, commandé pour la chapelle Garin de l'église Notre-Dame de Bourg-en-Bresse. Il travaille pour la même église en 1523, réalisant le triptyque de la Cène pour Nicolas Chichon et son épouse Jacquemette de La Botte, pour leur chapelle privée. 

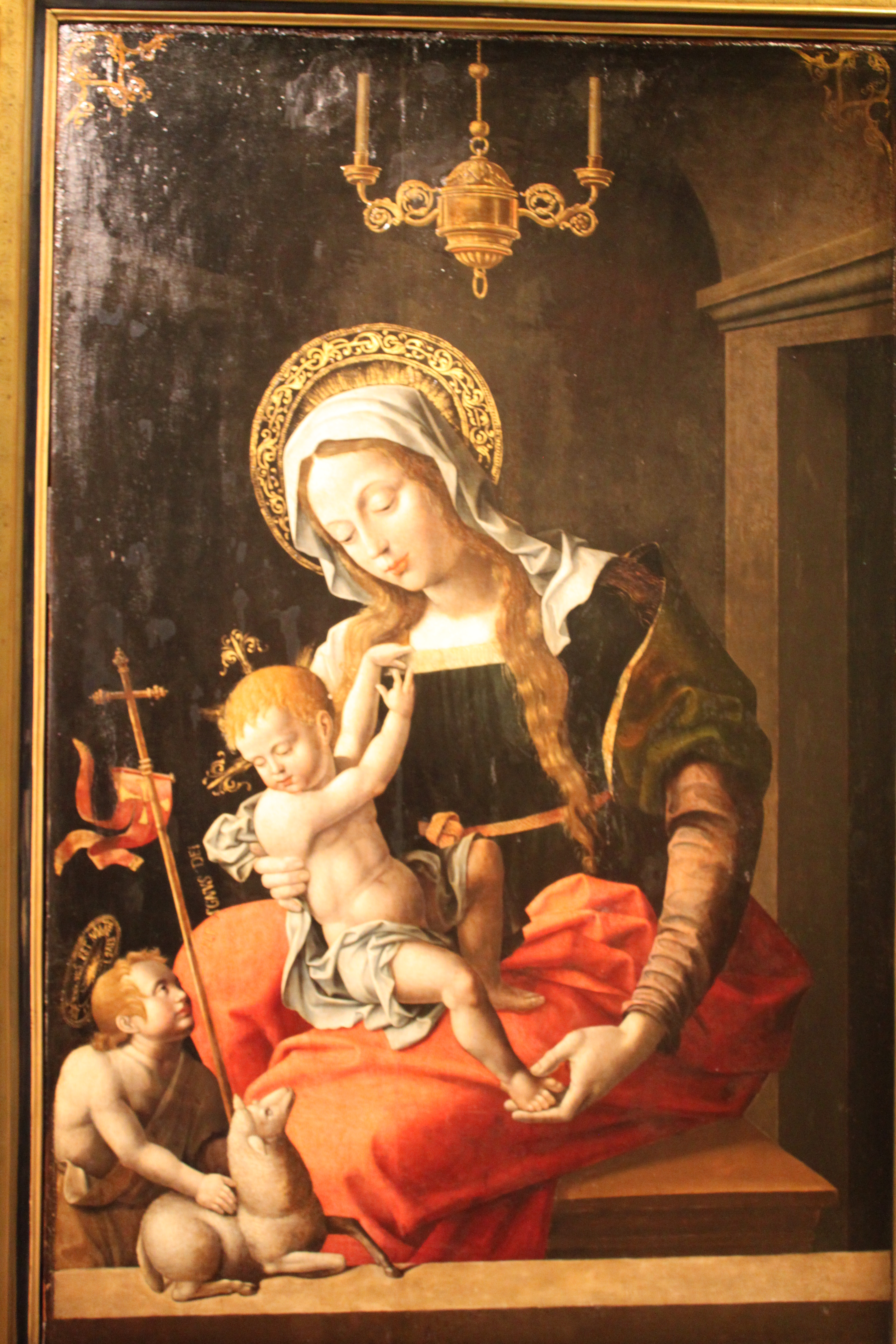
Vierge à l'enfant et Saint Jean-Baptiste, vers 1516-1517, Dijon, musée des Beaux-Arts

Après son retour de Rome et son intervention à la cour de Bourg-en-Bresse, l'artiste semble avoir joui d'une position très favorable à Tournus, recevant de nombreuses commandes des grandes notables de la région et des congrégations religieuses. Pierre de Saint-Julien indique ainsi « qu'il ne reste à Saint-André [de Tournus] plusieurs chapelles, qui sont en grand ornement à ladite église. De ce nombre est celle que le susdit Nicolas Galand, et dame Jeane Vivienne sa femme ont fait bâtir, celle de vénérable messire Pernet Ragonneaul, celle de honorable Jean Crochet, celle de honorable Jean Goyon peintre, et celle de la Confrérie des Cordonniers. En toutes lesquelles (ensemble sur le grand autel) y a de beaux tableaux, de singuliers et exquis ouvrages, faits de la divinement docte main de l'excellent peintre maître Guerard Gregoire ». 
Sans doute peu après son séjour italien, il peint L'Arrestation du Christ (Dijon, musée des Beaux-Arts, Saint Jean ressuscitant Drusienne (collection particulière), et un Lavement des pieds en grisaille (Troyes, musée de Vauluisant), tous peints vers 1518-1520 et témoignant de citations aux maîtres de la Renaissance italienne. Il peint à la même époque le retable de Saint Augustin (Saint-Laurent-sur-Saône, église), un Saint Georges et le dragon (Écouen, musée national de la Renaissance), et le triptyque de l'église Saint-Pantaléon près d'Autun (1520, in situ) qui adapte le motif de la célèbre Vierge aux rochers de Léonard de Vinci. D'un retable similaire pourraient aussi provenir les deux panneaux aujourd'hui au musée de Budapest et représentant Sainte Barbe et Sainte Catherine. 
Il peint vers 1520 un grand triptyque dédié à la Mort de la Vierge pour l'église de Cuisery (in situ), et en 1521 une Présentation de la Vierge au Temple (Dijon, musée des Beaux-Arts) librement inspirée d'une gravure de Dürer. En 1522, il envoie à une église de Troyes un triptyque, dont seul subsiste aujourd'hui le panneau central sur le thème de L'Assomption (Troyes, musée de Vauluisant). 
Sa présence est documentée en 1522 à Chalon-sur-Saône : le 21 avril 1522, il s'engage à peindre pour la chapelle de la confrérie Saint-Jacques dans l'église des Carmes de la ville, un triptyque dédié à Saint Jacques, qu'il promet de faire « aussi bien et richement que celui de Saint-Laurent-les-Chalon ou mieux si possible est ». Si le triptyque de Saint-Jacques est aujourd'hui perdu, celui de Saint-Laurent-les-Chalon a en partie été retrouvé : les deux volets latéraux (sur le thème de la vie de saint Laurent) ont été identifiés dans l'église de Saint-Léger-sur-Dheune, et sont datés précisément de 1522.
À partir de 1525 environ, Grégoire Guérard se montre plus sensible au maniérisme qui commence à conquérir le goût des élites européennes. Il simplifie les morphologies de ses personnages, et adoucit sa palette au profit de tons plus pastels. De cette période date Les Saintes femmes au tombeau (Cluny, hôpital), volet gauche d'un triptyque aujourd'hui perdu. Il peint à la même époque une Mise au tombeau (Dole, musée des Beaux-Arts), sans doute commandé par Jean de La Magdelaine, conseiller au Parlement de Dole, puis grand prieur de Cluny jusqu'à sa mort en 1537. C'est aussi à cette époque qu'il peint une Dormition de la Vierge (Chalon-sur-Saône, hôpital Saint-Laurent) dont l'historique reste inconnu. C'est peut-être à cette époque qu'il commence à enseigner à son fils André Guérard, qui sera peut-être lui-même peintre et qui pourrait être identifié au « Maître de Velogny »
En 1526, Grégoire Guérard peint un triptyque pour Nicolas Galoys, peut-être destiné à une chapelle du château de Saint-Trivier, détruit à la Révolution, et aujourd'hui conservé dans l'église de Saint-Trivier-de-Courtes. Il peint l'année suivante un grand triptyque pour l'église de Châtillon-sur-Chalaronne. 
En 1530, il est payé « pour avoir fait les ouvrages de son métier de verrier » au château de Brancion, propriété de Claude de Saint-Julien, père de l'historien Pierre de Saint-Julien de Balleure. Un fragment de vitrail conservé à la bibliothèque municipale d'Autun a pendant un temps été interprété comme un fragment de ces travaux. 

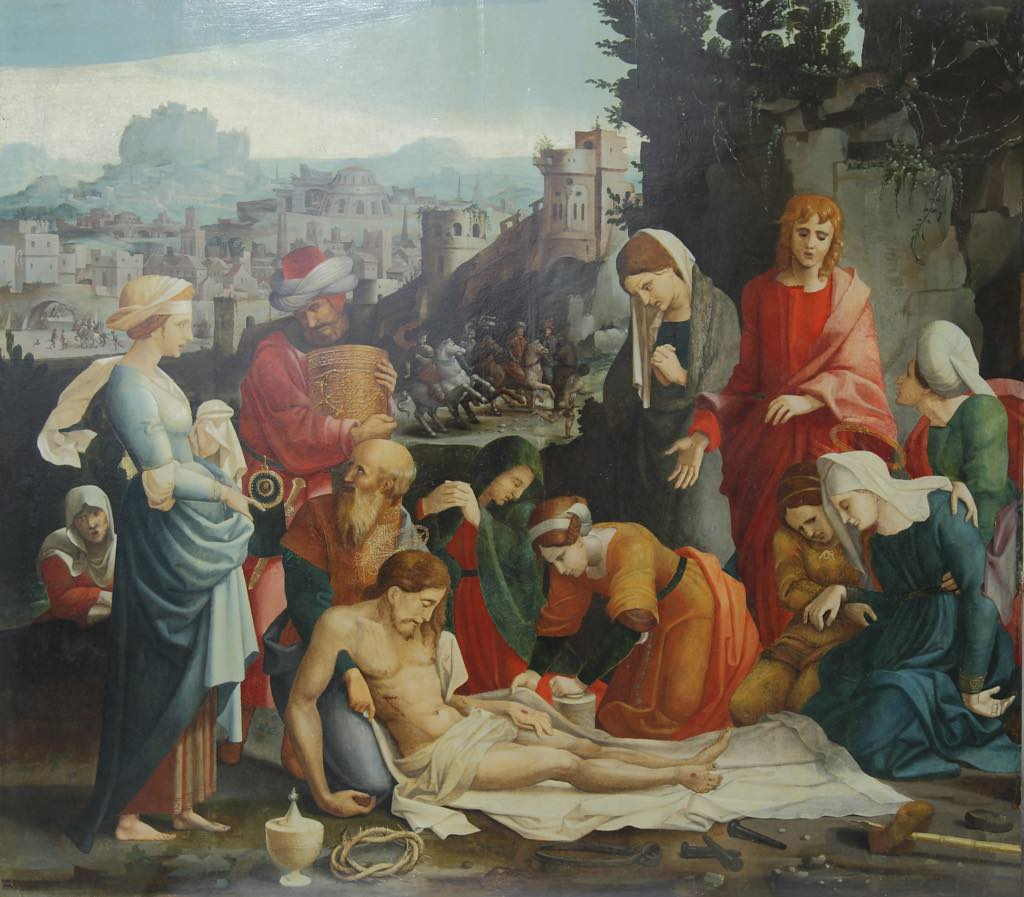
La Déploration du Christ, Saint-Quentin, basilique

La même année, il peint une Présentation au Temple pour la cathédrale de Chalon-sur-Saône (in situ), témoignant de l'aboutissement de l'évolution plastique de l'artiste, vers un style plus réceptif à l'art italien, plus suave et plus souple. Il intervient également à l'église de Cuisery, où il peint à fresque des figures de prophètes, pour la chapelle de Jean Caron.
Grégoire Guérard retourne à Troyes en 1531, peut-être après la mort du peintre Nicolas Cordonnier, qui recevait alors la plupart des grandes commandes troyennes. Après un grand incendie survenu en 1524 et qui avait endommagé de nombreux édifices, plusieurs églises de Troyes sont en reconstruction, dont l'église Saint-Pantaléon, et Guérard met en œuvre ses talents de peintre verrier : il réalise sans doute les vitraux en grisaille de l'église Saint-Pantaléon entre 1531 et 1538 (la verrière de Daniel, la verrière de la Passion, la verrière de la Vierge, et la verrière de sainte Barbe dont il ne reste qu'un petit fragment).
Dans les années 1530, le peintre s'illustre dans la production de tableaux et de triptyques de petite dimension, destinés à une dévotion privée : il réalise une Vierge à l'enfant avec saint Jean-Baptiste en 1531 (Châtillon-sur-Seine, église Saint-Jean), un Christ portant sa Croix (1533, Paris, musée du Louvre) s'inspirant beaucoup du Portement de Croix de la « Grande Passion » gravée par Dürer, un Portement de Croix (1534, collection particulière), une Déploration du Christ (Saint-Quentin, basilique), et le petit triptyque de la Crucifixion (1536, Colmar, musée d'Unterlinden), peut-être commandé par Claude Molé, qui finançait à la même époque les travaux de restauration à l'église Saint-Pantaléon de Troyes.
L'artiste n'est plus documenté après 1538. Son fils André reprend peut-être son atelier et a été actif jusque dans les années 1560.

### Source ancienne
- Pierre de Saint-Julien de Balleure, De l'origine des Bourgongnons, et Antiquité des Estats de Bourgongne, Paris, Nicolas Chesneau, 1581.

### Études
- Frédéric Elsig, Grégoire Guérard, Milan, Silvana Editoriale, 2017.
- Matthieu Gilles, « Trois nouveaux panneaux de Grégoire Guérard », dans Frédéric Elsig (dir.), Peindre à Dijon au XVIe siècle, Milan, Silvana Editoriale, coll. Biblioteca d’arte, 54, 2016, p. 193-203.
- Cécile Scailliérez, « Le Christ portant sa croix acquis par le Louvre : complément à la carrière troyenne de Grégoire Guérard », dans Frédéric Elsig (dir.), Peindre à Troyes au XVIe siècle, Milan, Silvana Editoriale (coll. Biblioteca d'arte), 2015, p. 127-129.
- Frédéric Elsig, « La carrière troyenne de Grégoire Guérard », dans Frédéric Elsig (dir.), Peindre à Troyes au XVIe siècle, Milan, Silvana Editoriale (coll. Biblioteca d'arte), 2015, p. 115-125.
- Frédéric Elsig, « Grégoire Guérard et la peinture à Troyes », dans Frédéric Elsig (dir.), Peindre en France à la Renaissance, I. Les courants stylistiques au temps de Louis XII et de François Ier. Cinisello Balsamo, 2011, p. 129-135.
- Frédéric Elsig, « Le présumé Grégoire Guérard et la peinture en Bresse au temps de Marguerite d'Autriche », dans Caecilia Pieri (dir.), Brou, un monument européen à l'aube de la Renaissance, actes du colloque scientifique international de Brou, 13-14 octobre 2006, Paris, éd. du Patrimoine, 2009, p. 149-160.
- Frédéric Elsig, « Un peintre de la Renaissance en Bourgogne : le Maître du triptyque d’Autun (Grégoire Guérard ?) », dans Revue de l’Art, n° 147, 2005, p. 79-90.
- Frédéric Elsig, « La peinture en Savoie et en Franche-Comté durant la première moitié du XVIe siècle », dans Mauro Natale, Frédéric Elsig (dir.), La Renaissance en Savoie. Les arts au temps du duc Charles II (1504 – 1553), catalogue d'exposition, Genève, Musée d’art et d’histoire, 15 mars – 25 août 2002, p.77-94.
- Frédéric Elsig, « Catherine Chédeau, Les Arts à Dijon au XVIe siècle : les débuts de la Renaissance 1494-1551 », compte-rendu, dans Bibliothèque d’Humanisme et Renaissance, 2000, t. LXII, p. 744-745.
- Gabriel Jeanton, « Grégoire Guérard », dans Réunion de la Société des beaux-arts des départements, XXXVII, 1913.
- Gabriel Jeanton, « Le triptyque de Cuisery attribué à Grégoire Guérard », dans Réunion des Sociétés des beaux-arts des départements, XXXVI, Paris, 1912, p.10-16, repris dans Bulletin de la Société des amis des arts de la Bresse louhannaise, n° 5, 1913, p. 37-43.